# Pogonatum nipponicum
Pogonatum nipponicum là một loài Rêu trong họ Polytrichaceae. Loài này được Nog. & Osada miêu tả khoa học đầu tiên năm 1965.